# 日本農産工業
日本農産工業株式会社（にほんのうさんこうぎょう、Nosan Corporation）は、神奈川県横浜市に本社を置く、日本の飼料・食品メーカー。愛称「NOSAN」。

## 概要
全国農業協同組合連合会（全農）系列に属さない、配合飼料の大手メーカー。
飼料以外の事業では、食品事業として、1976年に発売し、東八郎が出演したCMが人気となった鶏卵「ヨード卵・光」が広く知られる。後に、CMには渡辺えり子（現・渡辺えり）、Mr.オクレ、渡瀬恒彦、板東英二が起用されたが、2012年現在は放送されていない。
三菱商事系列であり、従前より筆頭株主として20%超の出資を受けていたが、2007年5月から6月にかけて三菱商事は株式公開買付けを行って日本農産工業の過半数の株式を取得し、三菱商事の連結子会社となる。2009年12月に三菱商事の完全子会社となった。かつて、東京証券取引所、大阪証券取引所、名古屋証券取引所各市場の第一部に上場していた。
2007年3月期の連結売上構成は、飼料事業78%、食品畜産事業12%、ペットフード・飼料添加物等（社内ではライフテック事業と呼称）9%、その他の事業1%となっている。
企業博物館として、茨城県つくば市の研究開発センター内に、和鶏（日本在来種のニワトリ）に関する博物館「和鶏館」を開いている。

## 沿革
- 1931年8月 - 横浜市神奈川区新浦島町に日本栄養食料株式会社として設立
- 1942年3月 - 日本農産工業株式会社に商号変更
- 1959年1月 - 東京証券取引所市場第一部に上場
- 1961年10月 - 大阪証券取引所市場第一部に上場
- 1967年2月 - 名古屋証券取引所市場第一部に上場
- 1970年10月 - 日本蛋白飼料株式会社を合併
- 1971年12月 - 東急エビス産業株式会社、菱和飼料株式会社を合併
- 1984年9月 - 本社を横浜市西区北幸に移転
- 1993年7月 - 本社を横浜市西区みなとみらいに移転
- 2003年9月 - 名古屋証券取引所市場第一部の上場を廃止
- 2007年6月 - 株式公開買付けにより三菱商事株式会社の連結子会社となる
- 2009年12月 - 三菱商事株式会社の完全子会社となる

## 事業所
本社・技術センター
- 本社（神奈川県横浜市）
- 畜産技術センター（茨城県つくば市）
- 水産技術センター（静岡県袋井市）

飼料工場
- 塩釜工場（宮城県塩竈市）
- 知多工場（愛知県知多市）
- 水島工場（岡山県倉敷市）
- 志布志工場（鹿児島県志布志市）

## 主要事業
- 畜産飼料事業
- 水産飼料事業
- 食品事業
- ペットフード事業

### ヨード卵・光

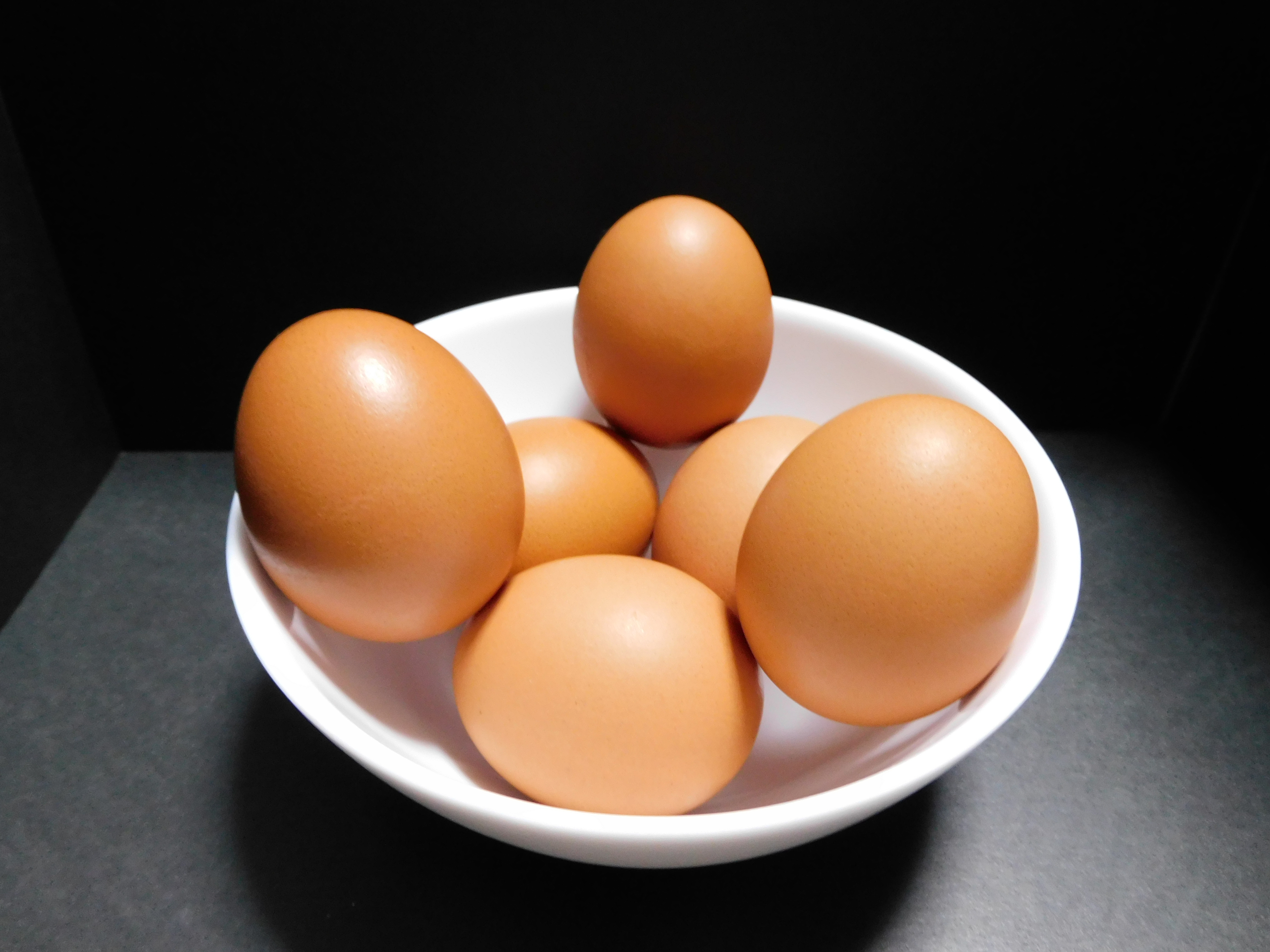
ヨード卵・光

1976年に発売を開始した日本農産工業を代表するロングセラー商品である。発売時は首都圏限定商品であったが、2020年現在、日本のスーパーマーケットの8割強で販売されているブランド卵である。
元々飼料メーカーである日本農産工業が品質とおいしさにこだわる卵を作るために、鶏にトウモロコシ、大豆の油粕、魚粉や海藻の粉末など、栄養豊富で特殊なエサを与えている。また衛生面を考慮し隔離された場所で徹底した管理の下で飼育している。産卵された卵にはパッケージに「光」と書かれたシールを貼り、信頼と安全性をアピールしている。
以前はテレビCMを放映し、たまごボーロ・卵酒などヨード卵・光を使った加工食品を複数展開していたが、2020年現在はCMの放映は行っておらず、加工食品は温泉たまご・マヨネーズ・フリーズドライのスープなど品数を絞っている。CMには東八郎（額に「光マーク」を付けて出演）、渡辺えり子、Mr.オクレ、渡瀬恒彦、板東英二らが起用された。
「ひかりん」という公式キャラクターがいる。

## 不祥事・事件・トラブル
- 中央競馬競走除外多発事案

## 関係会社
2007年3月31日現在

### 連結子会社
- 株式会社ジャパンフィード（茨城県神栖市） - 飼料製造
- 北海道ノーサン商事株式会社（北海道帯広市） - 飼料販売
- 東北ノーサン商事株式会社（宮城県塩竈市） - 飼料販売
- 関東ノーサン商事株式会社（茨城県土浦市） - 飼料販売
- 九州ノーサン商事株式会社（鹿児島県志布志市） - 飼料販売
- 株式会社北海道中央種鶏場（北海道夕張郡由仁町） - 農場
- 房総ファーム株式会社（千葉県香取市） - 農場
- 株式会社阿蘇高原ファーム（熊本県阿蘇市） - 農場
- 株式会社九州ノーサンファーム（宮崎県えびの市） - 農場
- 株式会社ノーサンエッグ（埼玉県さいたま市岩槻区） - 鶏卵販売
- 四国ノーサンエッグ株式会社（香川県綾歌郡綾川町） - 鶏卵販売
- 株式会社ノーサン・エミー（福岡県宗像市） - 鶏卵販売
- ペットライン株式会社（岐阜県多治見市） - ペットフード製造販売
- ニッチク薬品工業株式会社（神奈川県綾瀬市） - 飼料添加物製造販売
- 株式会社ナルク（千葉県山武市） - 実験動物生産販売・受託飼育
- 日本エンテム建設株式会社（神奈川県横浜市西区） - 建築請負

### 持分法適用会社
- 道東飼料株式会社（北海道釧路市） - 飼料製造
- 釜石飼料株式会社（岩手県釜石市） - 飼料製造
- 仙台飼料株式会社（宮城県仙台市宮城野区） - 飼料製造
- 株式会社ジャパンファーム（鹿児島県曽於郡大崎町） - 農場
- 株式会社フレッシュキッチン（埼玉県さいたま市見沼区） - 食肉処理加工
- 宮崎サンフーズ株式会社（宮崎県児湯郡新富町） - 食肉処理加工
- フードリンク株式会社（東京都港区） - 食肉販売
- ジーンコントロール株式会社（和歌山県海南市） - 遺伝子改変動物作製[要出典]

## 提供テレビ番組
- 土曜大好き!830
- 世界ウルルン滞在記
- 月曜ドラマスペシャル
- 女と愛とミステリー → 水曜ミステリー9
- 上沼恵美子のおしゃべりクッキング
- 朝だ!生です旅サラダ
- 開運!なんでも鑑定団
- TVチャンピオン
- 金曜ロードショー
- 田勢康弘の週刊ニュース新書
- バンバンバン

## 関連人物

### 歴代社長
- 岡本康治 - 前代表取締役社長
- 小山剛 - 代表取締役 社長執行役員